# Pararge megaerina
Pararge megaerina är en fjärilsart som beskrevs av Herrich-Schäffer 1851/56. Pararge megaerina ingår i släktet Pararge och familjen praktfjärilar. Inga underarter finns listade i Catalogue of Life.